# Antanas Poška
Antanas Poška, fins a l'any 1929 Antanas Paškevičius, (Pasvalys, 1903 – Vílnius, 16 d'octubre de 1992) va ser un viatger lituà, científic, antropòleg, escriptor, periodista i un dels primers esperantistes lituans.
El 1929 Poška va viatjar a l'Índia i s'hi va quedar fins al 1936. Va estudiar sànscrit i es va llicenciar en antropologia a la Universitat de Bombai. A més, va escriure la seva tesi doctoral a la Universitat de Calcuta sobre els parlants de Shina, tot i que no va poder defensar-la. Durant aquest període, va interactuar amb l'elit intel·lectual de l'Índia i va participar en diverses expedicions antropològiques. Es va reunir amb Rabindranath Tagore i va traduir algunes de les seves obres al lituà.
Poška va tornar a Lituània el 1936 i va treballar com a periodista. Va ser reconegut amb el títol de «just entre les nacions» per amagar jueus lituans durant l'Holocaust a Lituània. Després de la presa de poder soviètica el 1945, Poška es va negar a destruir llibres considerats inacceptables pel règim soviètic i va ser empresonat en un Gulag. El 1959 se li va permetre tornar a Lituània i va treballar com a conferenciant i periodista i va continuar els seus estudis antropològics, però el seu passat com a pres polític li va impedir ocupar un lloc més destacat.
Als 60 anys, Poška havia visitat 75 països i 120 nacions. Poška va ser un escriptor prolífic que va contribuir amb desenes de centenars d'articles a la premsa lituana i estrangera. La seva bibliografia, publicada el 2006, té 3.756 entrades, però la seva obra principal, el Nuo Baltijos iki Bengalijos (Del mar Bàltic al golf de Bengala), vuit volums sobre les seves experiències a l'Índia, no es va publicar fins al 2002, una dècada després de la seva mort. També, després de la seva mort, el 2014, la Universitat de Calcuta li va atorgar un doctorat honorari.